# Settembre (Ercole de' Roberti)
Settembre è uno degli affreschi (500×320 cm circa) del Salone dei Mesi di Palazzo Schifanoia a Ferrara. È databile al 1468-1470 circa ed è attribuito a Ercole de' Roberti o a una maestro generico, che da questo affresco prende il nome di Maestro della bilancia. 

## Storia
Gli affreschi del Salone di rappresentanza di palazzo Schifanoia furono eseguiti per volontà di Borso d'Este negli anni 1468-1470 per celebrare probabilmente l'investitura, da parte di papa Paolo II, di Borso a duca di Ferrara, programmata all'inizio del 1471.
Manifesto politico della grandezza del duca e delle sue arti di governo, e testimonianza alta della cultura della corte estense, il ciclo di Schifanoia fu realizzato da tutti gli artisti dell'Officina ferrarese, con la direzione probabile di Cosmè Tura e l'ideazione del tema da parte dell'astronomo, astrologo e bibliotecario di corte Pellegrino Prisciani, che attinse a vari testi eruditi antichi e moderni.
Col tempo il palazzo venne praticamente abbandonato, versando in gravi condizioni soprattutto dopo la cacciata degli Este (1598). Gli affreschi furono scialbati e le sale del palazzo destinate ad usi impropri, che compromisero gravemente le decorazioni. Solo tra il 1820 e il 1840 vennero progressivamente ritrovati gli affreschi, dei quali però restarono leggibili solo sette su dodici, in particolare le sole pareti nord ed est.

## Descrizione

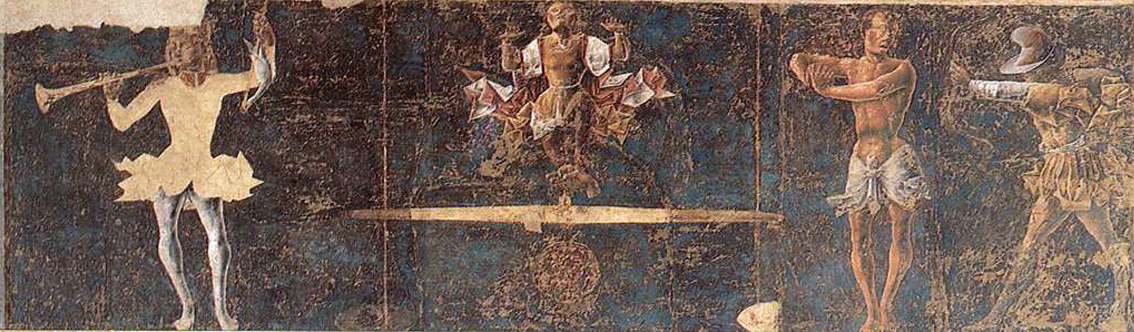
I Decani

Come gli altri Mesi, anche Settembre è diviso in tre fasce orizzontali: una superiore con il trionfo della divinità protettrice del mese, in questo caso Vulcano, una centrale con il segno zodiacale (Bilancia) e i tre "decani", e una inferiore con scene del governo di Borso d'Este. 
Su di un carro trainato da scimmie, la leggenda narra che una volta cacciato dall'olimpo perché zoppo Vulcano venne allevato proprio da questi animali, troneggia il dio Vulcano. Sulla sinistra, nella fucina del dio, si vedono, intenti al lavoro, i Ciclopi. Un magnifico scudo, con le figure di Romolo e Remo allattati dalla lupa, è appeso all'ingresso della fucina; esso rinvia alla scena erotica posta sulla destra: l'accoppiamento di Marte con la vestale Ilia dal quale, come narra Ovidio, nacquero i due gemelli fondatori di Roma.
La fascia centrale mostra le tre figure dei "decani", cioè i protettori delle tre decadi del mese, e la grande Bilancia. Si tratta dei protettori delle tre decadi del mese, rappresentati secondo il sistema astrologico egizio che venne trascritto da Teucro Babilonese nel I secolo a.C., poi ripreso nell'Astronomica di Manilio in età imperiale e poi da Pietro d'Abano nel medioevo (Astolabium planum), mediando da testi arabi, come Albumasar (IX secolo). 
Vi si vede un pifferaio il cui abito ricorda quello di una ballerina moderna e con in mano un uccello legato (forse la Purezza), una donna, con un panneggio frastagliato, che sembra danzare sulla bilancia (la Castità?) e un arciere che colpisce un uomo inerme seminudo (forse la Dissolutezza). Il loro significato non sicuro. Le ipotesi più accreditate sono quelle di Aby Warburg che, consultando vari testi antichi, tra cui l'Astronomica di Manilio, spiegò i decani come divinità sideree egiziane di età ellenistica, con un preciso significato astrologico, che presiedevano alle forme di vita nate nei periodi di tempo da essi controllati; erano inoltre assimilati ai pianeti posti sotto il loro dominio, e ai segni dello zodiaco: di ogni segno i decani rappresentavano infatti le tre "facce". 
In basso, troviamo il duca che ancora una volta è protagonista di scene con ambasciatori e con cavalieri in parata. Sullo sfondo scene di vita campestre ci ricordano che è tempo di vendemmia.

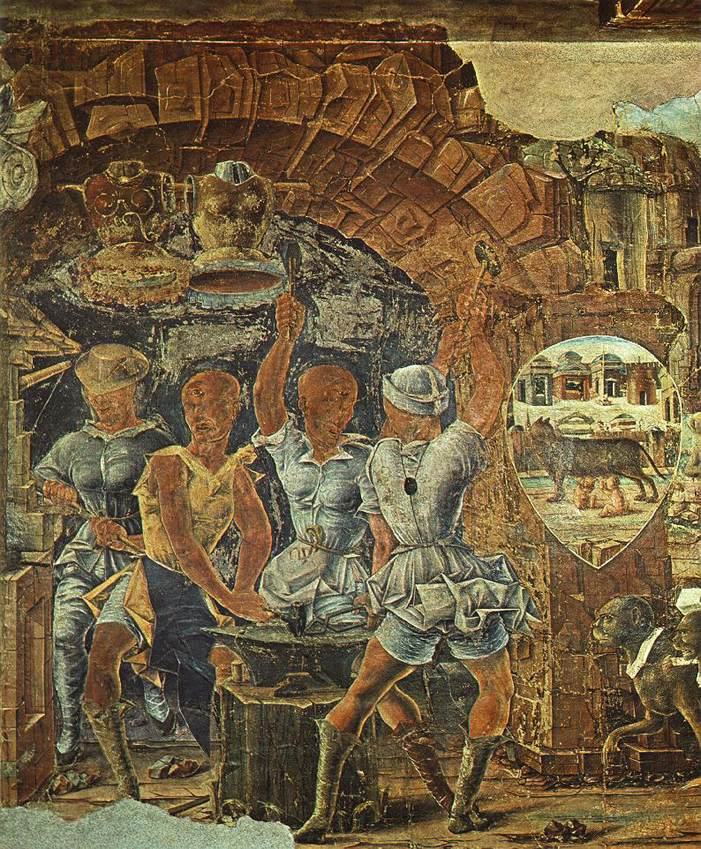
La fucina di Vulcano

## Stile
Lo stile di Settembre è caratterizzato innanzitutto da una semplificazione geometrica delle forme, come dimostrano ad esempio le rocce scheggiate nella fucina di Vulcano o nell'arco a destra, che ricordano dei prismi sfaccettati. I contorni hanno un dinamismo così teso e frastagliato da creare un'espressività violenta e dirompente, ma del tutto surreale e onirica. Ne è un esempio il frastagliato panneggio del decano centrale, che ricorda un origami. Lo scorcio laterale del carro è prepotentemente grandangolare, e le bande che penzolano formano linee spezzate così diverse dal capriccioso e pesante ondulare di quelle dei Mesi di Francesco del Cossa (Marzo, Aprile e Maggio). Il lenzuolo del letto degli amanti ricorda più un marmo spezzato che un tessuto.